# Balaiseaux
Balaiseaux är en kommun i departementet Jura i regionen Bourgogne-Franche-Comté i östra Frankrike. Kommunen ligger i kantonen Chaussin som tillhör arrondissementet Dole. År 2022 hade Balaiseaux 300 invånare.

## Befolkningsutveckling
Antalet invånare i kommunen Balaiseaux
Referens:INSEE